# Cúc mắt bò
Cúc mắt bò (danh pháp khoa học: Leucanthemum vulgare) là một loài thực vật có hoa trong họ Cúc. Loài này được (Vaill.) Lam. mô tả khoa học đầu tiên.
Leucanthemum vulgare là loài thực vật có phân bố rộng bản địa châu Âu và các khu vực ôn đới của châu Á và một loài du nhập đến Bắc Mỹ, Australia và New Zealand. Nó là một trong một loài trong họ Asteraceae được gọi là cúc đầu xuân.